# Mouvement démocratique populaire (Montserrat)
Le Mouvement démocratique populaire (en anglais : People's Democratic Movement abrégé PDM) est un parti politique à Montserrat, un territoire d'outre-mer autonome du Royaume-Uni.

## Histoire
Le parti est créé par le chef de l'opposition de l'époque, Donaldson Romeo, le 30 avril 2014, afin de se présenter aux élections législatives qui se tiennent le 11 septembre suivant. Les élections voient le parti remporter sept des neuf sièges de l'Assemblée législative, devenant ainsi le principal parti au pouvoir. Cependant, deux membres du parti, Ingrid Buffonge et Gregory Willock, quittent plus tard le parti pour rejoindre l'opposition.

## Résultats électoraux

### Élections législatives
| Élection | Votes  | %     | Siège | +/–           | Rang | Gouvernement |
| -------- | ------ | ----- | ----- | ------------- | ---- | ------------ |
| 2014     | 11 702 | 49,90 | 7 / 9 | Nv            | 1er  | Gouvernement |
| 2019     | 5 969  | 29,92 | 3 / 9 | 3             | 2e   | Opposition   |
| 2024     | 5 739  | 28,95 | 3 / 9 | en stagnation | 2e   | Opposition   |